# NGC 5369
NGC 5369 é uma galáxia elíptica (E) localizada na direcção da constelação de Virgo. Possui uma declinação de -05° 28' 11" e uma ascensão recta de 13 horas, 56 minutos e 37,7 segundos.
A galáxia NGC 5369 foi descoberta em 5 de Março de 1785 por William Herschel.